# Foglalkozás körében elkövetett veszélyeztetés
A büntetőjogban a foglalkozás körében elkövetett veszélyeztetés egy személy elleni bűncselekmény.

## A hatályos szabályozás
A 2012. évi C. törvény 165. §-a szerint aki foglalkozási szabály megszegésével más vagy mások életét, testi épségét vagy egészségét gondatlanságból közvetlen veszélynek teszi ki, vagy testi sértést okoz, vétség miatt egy évig terjedő szabadságvesztéssel büntetendő.
A büntetés
- a) három évig terjedő szabadságvesztés, ha a bűncselekmény maradandó fogyatékosságot, súlyos egészségromlást vagy tömegszerencsétlenséget,
- b) egy évtől öt évig terjedő szabadságvesztés, ha a bűncselekmény halált,
- c) két évtől nyolc évig terjedő szabadságvesztés, ha a bűncselekmény kettőnél több ember halálát okozza, vagy halálos tömegszerencsétlenséget okoz.[2]

Ha az elkövető a közvetlen veszélyt szándékosan idézi elő, bűntett miatt az (1) bekezdésben meghatározott esetben 3 évig, a (2) bekezdésben meghatározott esetben - az ottani megkülönböztetés szerint - 1 évtől 5 évig, 2 évtől 8 évig, illetve 5 évtől 10 évig terjedő szabadság-vesztéssel büntetendő.
Van továbbá egy értelmező rendelkezés, amely  kiterjeszti a foglalkozási szabályok alkalmazásának a körét olyan területekre is, amelyek egyébként nem esnének valamely foglalkozás szűkebb értelemben vett fogalma alá: E § alkalmazásában foglalkozási szabály a lőfegyver, a robbantószer és a robbanóanyag használatára és kezelésére vonatkozó szabály is.

## Az 1978. évi IV. törvényben
A korábbi magyar Büntető törvénykönyv szerint foglalkozás körében elkövetett veszélyeztetés vétségét vagy bűntettét az követi el, aki foglalkozása szabályainak megszegésével más vagy mások életét, testi épségét vagy egészségét közvetlen veszélynek teszi ki. A gondatlanságból elkövetett foglalkozás körében elkövetett veszélyeztetés vétség, a szándékosan elkövetés bűntett.
Foglalkozási szabályoknak minősülnek ebben az esetben a lőfegyver használatára és kezelésére vonatkozó szabályok is.